# Сехновицька волость
Сехновицька волость — історична адміністративно-територіальна одиниця Кобринського повіту Гродненської губернії Російської імперії. Волосний центр — село Сехновичі.

## У складі Польщі
Після анексії Полісся Польщею волость отримала назву ґміна Сехновичі.
Розпорядженням Міністра внутрішніх справ Польщі 23 березня 1928 р. ґміна ліквідована і вся територія ліквідованої сільської ґміни передана до ґміни Жабинка — села: Багни, Дремльове, Грицевичі, Коноплі, Лойки, Мацієвичі, Мелещі, Мільки, Належники, Олізаровий Став, Підріччя, Сехновичі Малі, Сехновичі Великі, Селище, Семенівці, Сенковичі, Соколове, Степанки, Жабинка Мала, Житин, фільварки: Новий-Двір, Площа, Сехновичі Малі, Сехновичі Великі, Соколове, Шпиталі, Здитовець, селища: Балівщина, Гірки, Площа.